# Lysandra latiora
Lysandra latiora är en fjärilsart som beskrevs av Bright och Leeds 1938. Lysandra latiora ingår i släktet Lysandra och familjen juvelvingar. Inga underarter finns listade i Catalogue of Life.